# Navio de defesa de costa

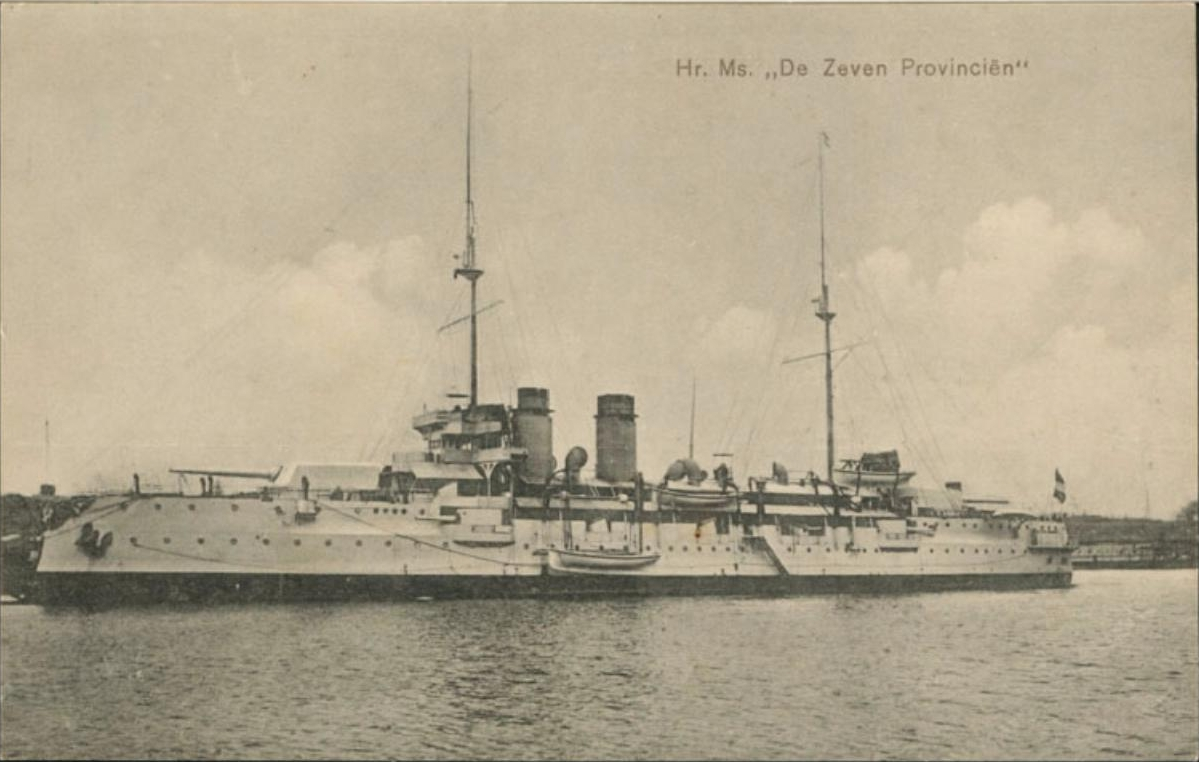
Navio de defesa de costa Hr. Ms. De Zeven Provinciën da Marinha Real Neerlandesa, em 1910.

Um navio de defesa de costa é um tipo de navio de guerra concebido para a defesa costeira contra ataques vindos do mar, utilizado sobretudo no período entre situado a década de 1860 e a de 1920. Constituindo uma variante do couraçado, estes navios são também conhecidos como "couraçados costeiros" ou "guarda costas couraçados".
Operacionalmente, eram empregues sobretudo como batarias móveis flutuantes de artilharia de costa e não tanto como instrumentos para controlo oceânico e batalhas navais como os couraçados convencionais. Alguns navios de defesa de costa entraram em combate durante as Primeira e Segunda guerras mundiais. Os últimos sobreviventes do tipo foram demolidos na década de 1970.
O projeto dos navios de defesa da costa dava-lhes geralmente um aspeto de couraçados pré-dreadnoughts em miniatura. Dispunham normalmente de um porte equiparado ao de cruzadores, mas com uma blindagem mais pesada e armamento mais poderoso, sacrificando a velocidade e a autonomia em detrimento daqueles. O seu deslocamento situava-se, normalmente, entre as 1 500 e as 8 000 toneladas.
Os navios de defesa de costa distinguem-se dos mais antigos monitores por disporem de uma maior borda livre, por poderem alcançar maior velocidade e por disporem de maior autonomia. Além disso poderiam dispor de artilharia principal e secundária montada, tanto em torres como em casamatas, ao contrário dos monitores que normalmente apenas dispunham de artilharia principal montada em torres.
Os navios de defesa costeira tornaram-se especialmente atrativos para algumas marinhas que não dispunham da capacidade para manter couraçados convencionais ou que eram melhor servidas por navios de reduzido calado especialmente concebidos para operar junto à costa. Os países nórdicos e a Tailândia consideram-nos particularmente apropriados para a defesa das suas águas polvilhadas com ilhas. Alguns destes navios dispunham de alguma capacidade oceânica, mas outros estavam limitados a operar em águas fluviais ou ribeirinhas.
Entre as marinhas cujos navios de defesa costeira se tornaram os principais navios de guerra das suas esquadras estão as da Argentina, Brasil, China, Dinamarca, Finlândia, Grécia, Noruega, Países Baixos, Portugal, Suécia e Tailândia, bem como as colónias britânicas da Índia e de Vitória. A Alemanha e a Rússia também os operaram, tendo três navios de defesa da costa russos entrado na Batalha de Tsushima em 1905.
Além de navios projetados especialmente para a defesa costeira, algumas marinhas usaram nesta missão couraçados pré-dreadnoughts semi-obsoletos. Por exemplo, a Marinha Real Britânica destacou quatro couraçados da classe Majestic como guarda costas no estuário do Humber, no início da Primeira Guerra Mundial. Semelhantemente, em 1919, a Marinha dos Estados Unidos redesignou os seus antigos couraçados das classes Indiana e Iowa como couraçados de defesa de costa. Estes navios estavam já perto do fim da sua vida útil e, apesar de não serem geralmente considerados adequados para o serviço da linha da frente, ainda eram suficientemente poderosos para serem empenhados como reserva em funções defensivas.

## Classificação

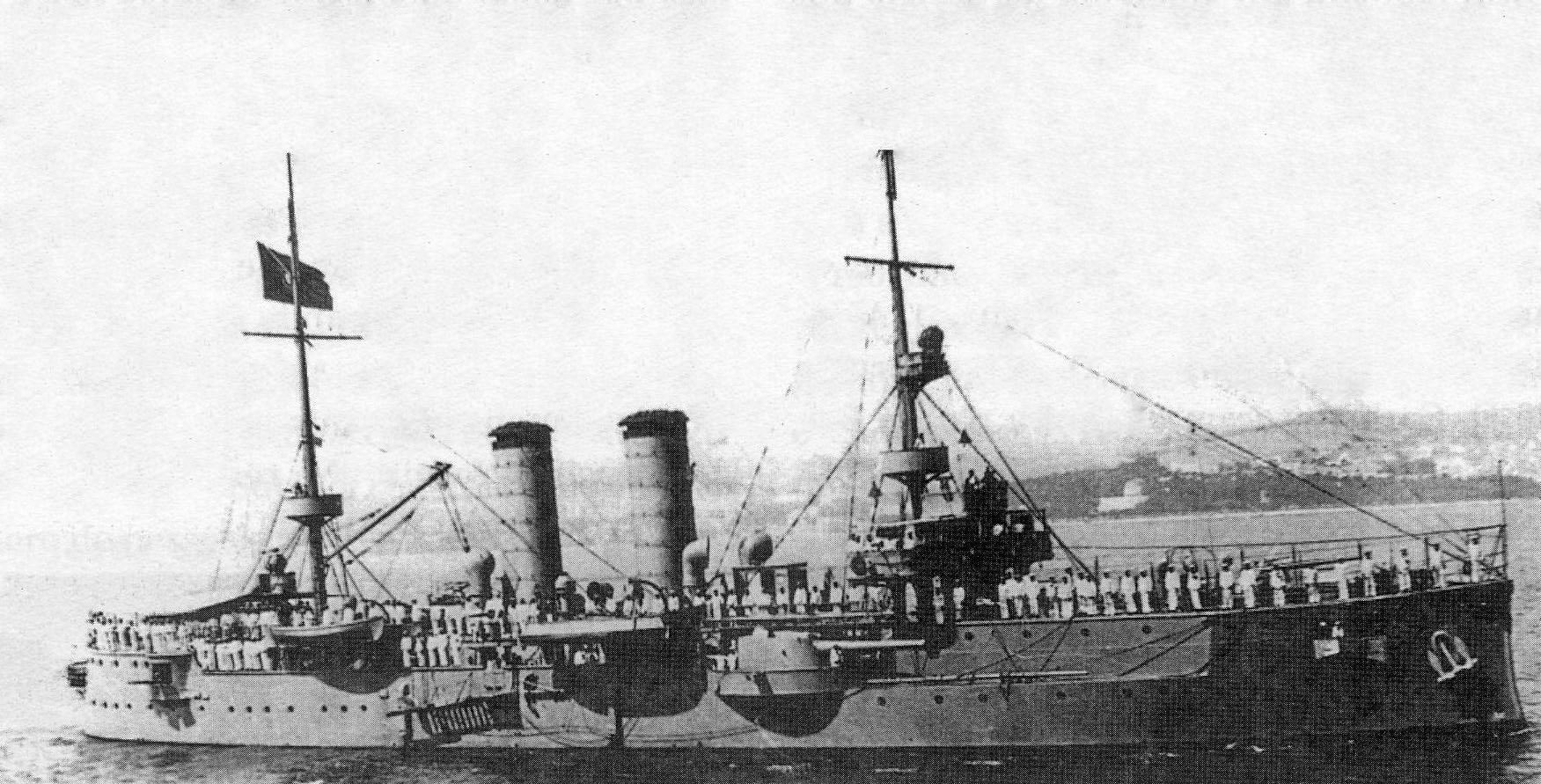
Navio de defesa de costa NRP Vasco da Gama, da Marinha Portuguesa.

Os navios de defesa de costa foram classificados de forma diferente conforme o país, em virtude de tratados navais, de diferenças de avaliação relativamente aos projetos e funções e até motivos de orgulho nacional.
Assim, por exemplo, os modelos de navios deste tipo ao serviço das marinhas escandinava eram referidos pelos Britânicos como "coast defense ships" (navios de defesa de costa), enquanto que os Alemães os referiam como "Küstenpanzerschiff" (navios couraçados costeiros), em contraste com os seus próprios navios da classe Deutschland, maiores e com capacidade oceânica, que eram classificados como Panzerschiffe (navios couraçados). Já no que diz respeito aos próprios utilizadores daqueles navios, os Dinamarqueses classificavam-nos como Kystforsvarsskib (navio de defesa costeira) ou Panserskib (navio couraçado), os Noruegueses como Panserskip (navio couraçado) e os Suecos como Pansarskepp (navio blindado).
Outros utilizadores de navios de defesa de costa utilizavam outras classificações. Assim, a Argentina referia-se aos seus navios como acorazado (couraçado) ou monitor, o Brasil como encouraçado guarda-costas, os Países Baixos como Kruiser (cruzador), Pantserschip (navio couraçado) ou Slagschip (navio de batalha) e Portugal como corveta-couraçada.

## Navios de defesa de costa por países

### Brasil
O Brasil encomendou do estaleiro francês FCM em 1898 dois navios de defesa costeira: Deodoro (originalmente Ypiranga) e Floriano, os quais foram entregues pouco mais de dois anos depois. Navios de guerra franceses de defesa costeira geralmente eram projetados com silhueta baixa (uma vez que não seria necessário operação em mares revoltos), e torres principais com apenas um canhão nas pontas do navios. Apesar de serem franceses, usavam peças de artilharia Armstrong (britânica). Apesar de moderno à época em que foi colocado em serviço, se tornou obsoleto com a guerra. O Deodoro foi um dos navios revoltosos durante a Revolta da Chibata em 1910, ambos foram modernizados em 1912, recebendo caldeiras novas de óleo (originalmente suas caldeiras eram de carvão). Deodoro foi vendido em 1924 para o México e renomeado Anahúac. A comissão mexicana enviada para examinar o navio notou que apesar dele ter 26 anos, estava em perfeita condição e com as caldeiras novas e as peças de artilharia de boa qualidade, além de modernas e bem preservadas. Floriano foi demolido em 1936.
Apesar de originalmente os couraçados São Paulo e Minas Gerais serem navios de batalha em alto mar legítimos, durante a Segunda Guerra Mundial assumiu o papel de defesa costeira dos portos brasileiros contra uma possível invasão estrangeira. Isso aconteceu em partes porque já eram navios obsoletos, apesar de estarem em perfeitas condições de conservação, não possuíam radares nem controle de tiros modernos, além que com o advento do porta-aviões o couraçado se tornou um navio relativamente inútil numa batalha naval a não ser se protegido por uma força de caças, sendo extremamente úteis para bombardear o inimigo em terra. Seu grande tamanho e sua velocidade relativamente baixa o tornava alvo fácil para torpedos, então preferiu não lançá-los ao mar.

### Países Baixos
Os Países Baixos usaram navios de defesa de costa sobretudo para defender os seu interesses ultramarinos, em particular no que diz respeito aos seus territórios coloniais de das Índias Ocidentais e Índias Orientais. Por esta razão, os navios neerlandeses dispunham de uma elevada autonomia, destinando-se a fornecer apoio de artilharia às operações anfíbias e a transportar as tropas e equipamentos necessários a essas operações. Ao mesmo tempo, os navios tinham de ser suficientemente armados e blindados para enfrentar os cruzadores da Marinha do Japão, o seu potencial inimigo. Assim, esperava-se que os navios atuassem como pequenos couraçados e não meros navios de defesa costeira.
O último pantserschip neerlandês foi o Hr. Ms. De Zeven Provinciën, construído em 1909, mais ou menos como uma medida transitória, até o Almirantado e o Governo dos Países Baixos decidiram o lançamento do ambicioso plano naval que contemplava uma frota com vários couraçados dreadnoughts. No entanto, este plano nunca chegou a ser realizado devido a Primeira Guerra Mundial, uma vez que não foram invadidos e o esforço de construção naval britânico (principal produtor de couraçados) estava dedicado apenas a eles, tanto que o couraçado encomendado pelo Chile, o Almirante Latorre, só foi entregue após a guerra, tendo lutado na Marinha Real como HMS Canada.
Ainda antes da Segunda Guerra Mundial, os Neerlandeses tinham relegado os seus pantserschips sobreviventes para tarefas secundárias. Os Alemães converteram vários deles para uso como cruzadores antiaéreos.

### Países escandinavos
A Dinamarca, Finlândia, Noruega e Suécia operaram navios muito semelhantes de defesa costeira, classificados respetivamente como Panserskib, Panssarilaiva, Panserskip e Pansarskepp (navios blindados). O conjunto destes navios também ficou conhecido como os "Dreadnoughts do Báltico". Os navios blindados escandinavos constituíam um desenvolvimento dos monitores que já tinham sido usados anteriormente por aqueles países com a mesma missão.
Com excepção da classe Sverige sueca, os navios blindados escandinavos eram embarcações pequenas, de velocidade limitada, reduzido calado e armados com peças de artilharia muito pesadas em relação ao seu deslocamento. Eram projetados para operarem junto à costa na zona litoral da Escandinávia e de outros países com águas costeiras pouco profundas. O objetivo era dispôr de um poder de fogo muito superior a qualquer navio oceânico com um calado equivalente, tornando-os assim um oponente letal contra qualquer cruzador ou outro navio menor. As limitações em termos de armamento e navegabilidade constituíam a moeda de troca para o armamento pesado carregado.
Algumas opiniões defendem que a existência dos Pansarskepp da classe Sverige constituíram um dos principais motivos que dissuadiram os Alemães de decidir invadir a Suécia, durante a Segunda Guerra Mundial, devido a sua capacidade de operar em mar aberto por ter uma melhor velocidade comparado a outros navios de seu tipo (a Suécia operava além dos 3 modelos da classe Sverige, mais 7 modelos de classes diferentes datados do fim do século XIX, que possuíam unicamente capacidade costeira). Os suecos tinham uma frota de mar aberto, a Kustflottan, composta por contratorpedeiros, torpedeiros, cruzadores leves, submarinos e apoio aéreo, nas quais esses navios operavam junto com os Pansarskepp da classe Sverige. Essa frota não tinha a intenção de se opor a uma frota de águas azuis, visto que eram vulneráveis a minas e a submarinos, mas deveria funcionar como um escudo contra uma frota estrangeira, e fora projetada para operar nos mares rasos do Báltico.

### Portugal
A Marinha Portuguesa incorporou em 1876 o navio de defesa de costa Vasco da Gama, classificado oficialmente como corveta-couraçada. O Vasco da Gama destinava-se à defesa da barra do Tejo e do Porto de Lisboa. Para isso, estava armado com duas peças de 260 mm montadas em dois redutos laterais couraçados. Constituía assim a componente de defesa naval do Campo Entrincheirado de Lisboa, o sistema de fortificações que protegia a capital portuguesa.
Em 1901, o Vasco da Gama foi reformado e quase totalmente reconstruído, passando a dispôr de capacidade oceânica e sendo reclassificado como cruzador couraçado. Foi abatido ao serviço em 1936.